# 2080年代
2080年代（にせんはちじゅうねんだい）は、西暦（グレゴリオ暦）2080年から2089年までの10年間を指す十年紀。この項目では、国際的な視点に基づいた2080年代について記載する。

## 予定・予測される主な出来事

### 2080年
- 中国科学院の研究チームは「中国現代化報告2005」（中国现代化报告2005）に「中国は2080年ころ先進国（经济发达国家）入りする」との予測を書いた[1][2]。